# Гранд-Ронд (индейская резервация)
Гранд-Ронд (англ. Grand Ronde Community) — индейская резервация, расположенная в северо-западной части штата Орегон, США.

## История
С 1854 по 1856 год армия США переселяла индейские племена из Западного Орегона и с побережья реки Колумбии на территорию вдоль рек Саут-Ямхилл, Эйдженси-Крик и Коспер-Крик. На этих землях в 1857 году была создана резервация Гранд-Ронд, в которую переселили шаста, калапуйя, молала, тилламук, шаста-коста, рог-ривер и некоторые группы чинуков, кликитатов и трапперов-ирокезов из Канады.
После принятия Конгрессом Акта Дауэса индейцы резервации потеряли значительную часть своей территории. В 1936 году Закон о реорганизации индейцев позволил племенам выкупить часть земли. В 1954 году  федеральный статус объединённого племени был прекращён, восстановлен 22 ноября 1983 года указом президента США Рональда Рейгана.

## География
Резервация расположена на северо-западе Орегона, на нескольких несмежных участках земли в юго-западном округе Ямхилл и северо-западном округе Полк, примерно в 29 км к востоку от города Линкольн-Сити.
Общая площадь Гранд-Ронд, включая трастовые земли (0,834 км²), составляет 46,755 км². Административным центром резервации является статистически обособленная местность Гранд-Ронд.

## Демография
По данным федеральной переписи населения 2010 года, в резервации проживало 434 человека. Согласно федеральной переписи населения 2020 года в резервации проживало 604 человека, насчитывалось 276 домашних хозяйств и 263 жилых дома. Средний возраст, проживающих в Гранд-Ронде, составлял 28,5 лет. Средний доход на одно домашнее хозяйство в индейской резервации составлял 26 136 долларов США. Около 43 % всего населения находились за чертой бедности, в том числе 48,9 % тех, кому ещё не исполнилось 18 лет, и 13,5 % старше 65 лет.
Расовый состав распределился следующим образом: белые — 114 чел., афроамериканцы — 1 чел., коренные американцы (индейцы США) — 422 чел., азиаты — 2 чел., океанийцы — 0 чел., представители других рас — 6 чел., представители двух или более рас — 59 человек; испаноязычные или латиноамериканцы любой расы составили 47 человек. Плотность населения составляла 12,92 чел./км².

## Комментарии
1. ↑  В состав резервации входит лишь  часть населённого пункта.